# You Higuri
You Higuri (jap. 氷栗 優 Higuri Yū; ur. 16 października w Osace) – japońska mangaka.
Zadebiutowała mangą Azel Seimaden, która zapoczątkowała 10-tomową serię Seimaden. Jej twórczość charakteryzuje miękka kreska. W Japonii Do tej pory powstało tylko jedno anime na podstawie mangi tej artystki – Gakuen Heaven.

## Twórczość
- Azel Seimaden, 1994 (zapowiedź do Seimaden)
- Sento no Hishin, 1994
- Seimaden, 1994-1999
- Lost Angel, 1995
- Ludwig II, 1996-1998
- Kamen no Romanesque (Mask of Romance), 1997
- Zoku: Cutlass, 1997-1998
- Zeus, 1997-1998
- Ramen Ikaga!? 1995 i 1997
- Shinkyoku (Divine Comedy), 1998
- Gorgeous Carat: Virtue of Darkness, 1999-2002
- Tenshi no Hitsugi: Ave Maria (Angel’s Coffin: Ave Maria), 2000
- Tenshi ni Bara no Hanataba o (Rose Bouquet for an Angel), 2000-2001
- Cutlass: Shounen tachi no toki (Cutlass: A Time for Boys), 2000
- Poison, artbook, 2000
- Flower, 2001
- Cantarella, 2001
- My Little Lover, 2002
- Gorgeous Carat Galaxy, 2004
- Gakuen Heaven (School Heaven), 2004
- Taisho Era Chronicles, 2005
- Crown, 2005
- Nighthead Genesis, anime, 2006 (projekt postaci)
- Jewel, artbook, 2006